# 愛烈治街

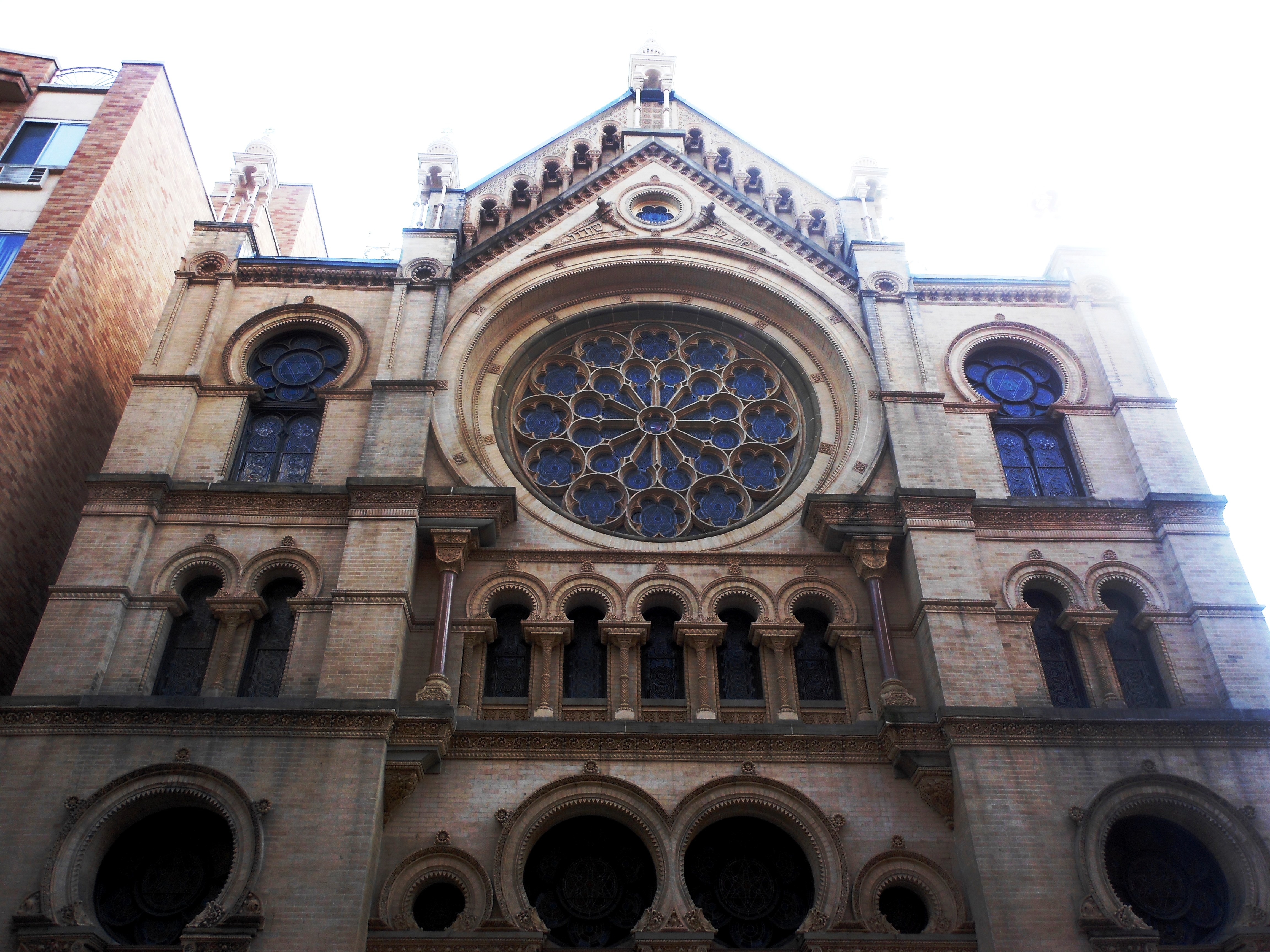
埃爾德里奇街猶太會堂正面

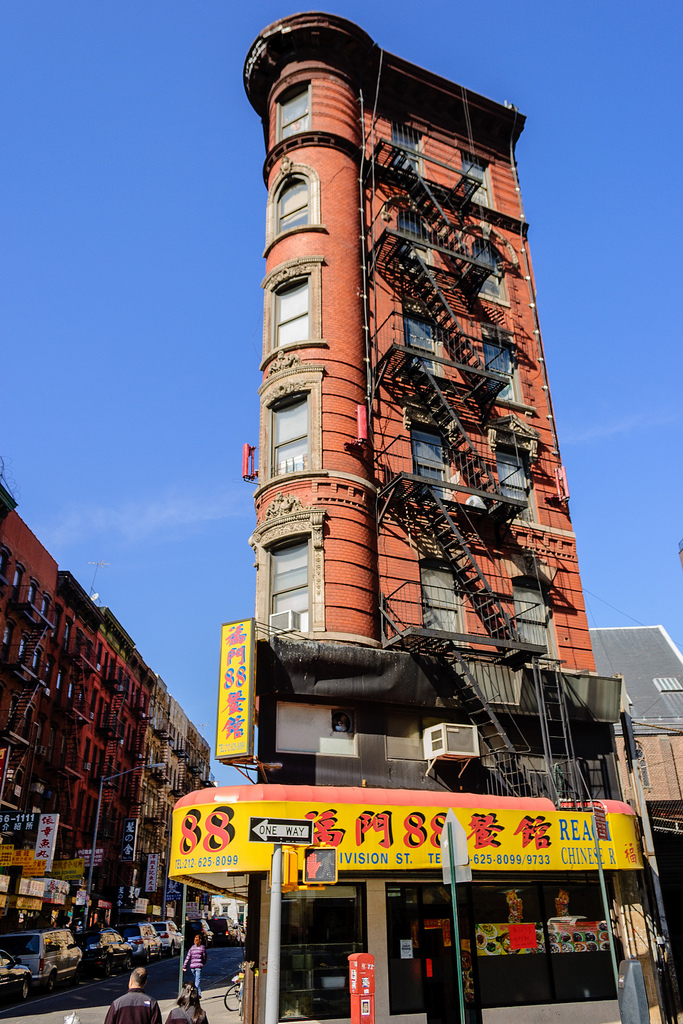
位於地威臣街88號的華埠小樓

愛烈治街（官方路牌，另譯埃爾德里奇街）是美國紐約州紐約市曼哈頓下城一條南北走向的街道，位於曼哈頓華埠東端與下東區西端之間，南起東百老匯大街，北至豪斯頓街。

## 歷史
愛烈治街形成於18世紀中葉，依照當時的命名規則，原名三街（Third Street），1817年改為現名，以紀念1812年戰爭河狸壩戰役中被俘身亡的紐約籍陸軍中尉約瑟夫·C·埃爾德里奇（Joseph C. Eldridge）。